# Paul Arma
Arma Paul (també conegut com Amrusz Pál v. Arma Pál, nom original: Weisshaus Imre) (Budapest, 22 de novembre, 1905 – París, 28 de novembre, 1987), va ser un compositor, pianista i etnòleg musical francès d'origen hongarès.

## Biografia
En un concert, va decidir seguir una carrera musical després d'escoltar Béla Bartók. Des de 1920 va ser alumne de Bartók a l'Acadèmia de Música, i el va inspirar a col·leccionar cançons populars. No obstant això, el jove estudiant va ser expulsat als quatre anys.
Va donar concerts i conferències a Europa i els Estats Units. Va fugir del nazisme a París on s'hi va establir. Va treballar per a la ràdio francesa. Col·leccionava cançons populars franceses, cançons de la Resistència i espirituals negres americans.

## Obres
- La seva primera peça va ser escrita el 1922, una cançó amb acompanyament de piano del poema d'Endre Ady Good Before the Prince of Silence.
- Petite Suite (Op. 14) (1930))
- Á la mémoire de Béla Bartók – per a orquestra de corda i percussió (op. 293) (1982))
- Trenta-sis cançons populars franceses

El 1947, com a coeditor, va publicar una enciclopèdia musical. També va compondre obres electròniques.